# Kim Tae-yeon

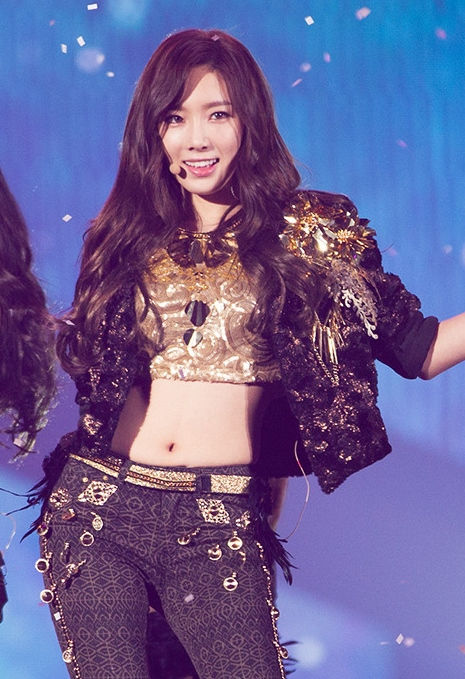
Kim Tae Yeon na festiwalu SBS Gayo Daejeon (2013)

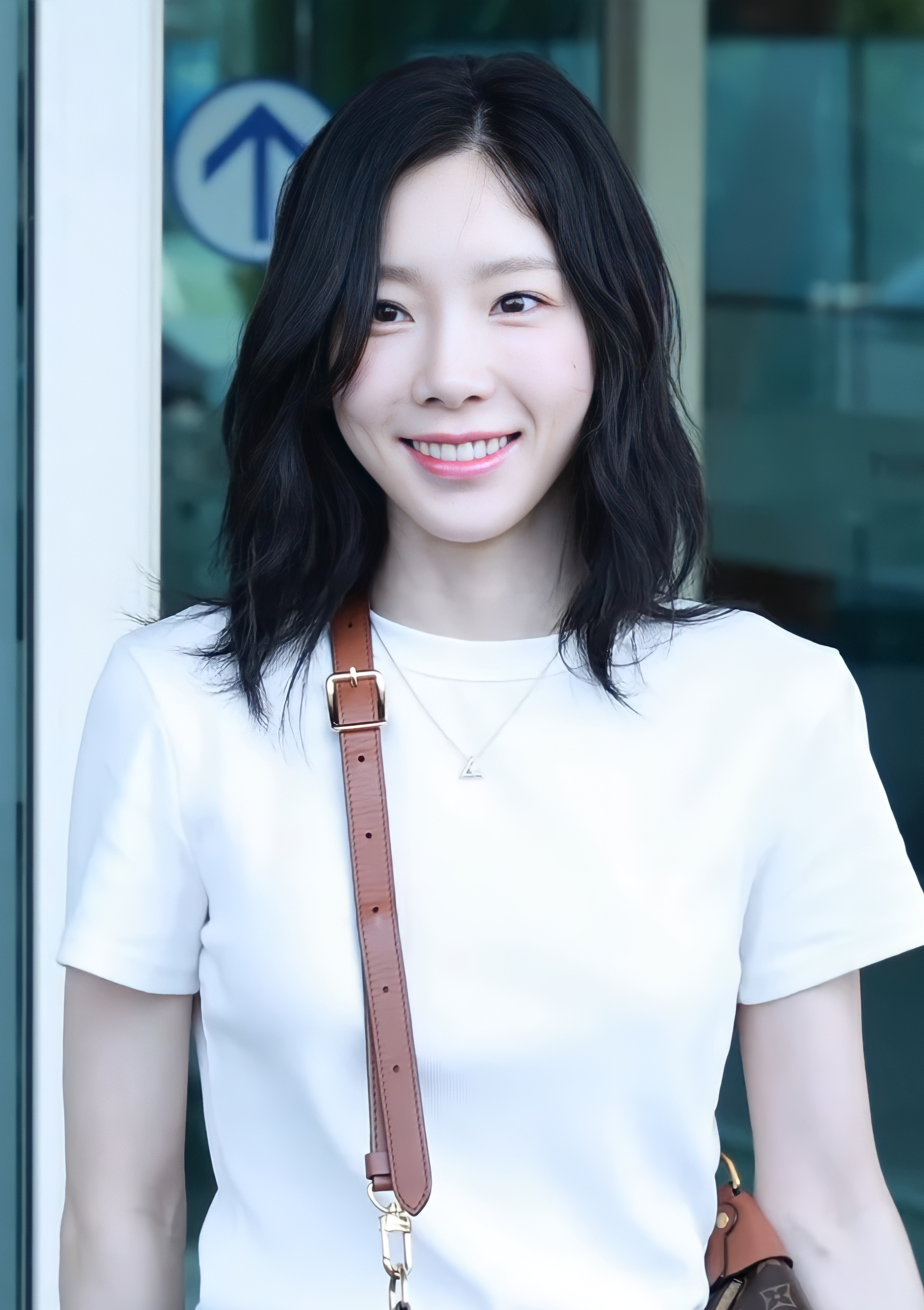
Taeyeon na lotnisku w Incheon (2023)

Kim Tae-yeon (kor. 김태연, ur. 9 marca 1989 w Jeonju), lepiej znana jako Taeyeon – południowokoreańska piosenkarka. Liderka grupy Girls’ Generation.

## Życiorys
Podczas szkoły średniej została przyjęta jako stażystka do Starlight Academy (później nazwa została zmieniona na SM Academy) należącej do południowokoreańskiej wytwórni S.M. Entertainment. W 2007 roku zadebiutowała w żeńskiej grupie Girls’ Generation, a następnie w jej podgrupie Girls’ Generation-TTS w 2012 roku.
W październiku 2015 roku wydała swój pierwszy solowy album I, którego singel pod tym samym tytułem sprzedał się w liczbie ponad miliona kopii. Rok później został wypuszczony jej drugi album Why, który był promowany dwoma topowymi singlami „Starlight” oraz „Why”.
Gallup Korea umieścił ją na 3. miejscu rankingu Najpopularniejszych Artystów 2015 roku, a koreański „Forbes” uwzględnił jej nazwisko na liście 40 Najbardziej Wpływowych Celebrytów 2016 roku.

## Dyskografia

### Solo
Albumy studyjne
| Rok  | Dane dot. albumu                                                                                    | Najwyższa pozycja | Sprzedaż                     |
| Rok  | Dane dot. albumu                                                                                    | KOR (Gaon)        | Sprzedaż                     |
| ---- | --------------------------------------------------------------------------------------------------- | ----------------- | ---------------------------- |
| 2017 | My Voice - Wydany: 28 lutego 2017 - Wytwórnia: SM Entertainment - Format: CD, digital download      | 1                 | - KOR: 220 069+              |
| 2019 | Purpose - Wydany: 28 października 2019 - Wytwórnia: SM Entertainment - Format: CD, digital download | 2                 | - KOR: 220 455+              |
| 2022 | INVU - Wydany: 14 lutego 2022 - Wytwórnia: SM Entertainment - Format: CD, digital download          | 2                 | - KOR: 243 080+ - JAP: 1594+ |

Minialbumy
| Rok                                            | Dane dot. albumu | Najwyższa pozycja | Sprzedaż        |
| Rok                                            | Dane dot. albumu | KOR (Gaon)        | Sprzedaż        |
| Koreańskie                                     | Koreańskie | Koreańskie        | Koreańskie      |
| ---------------------------------------------- | --- | ----------------- | --------------- |
| 2015                                           | I - Wydany: 7 października 2015 - Wytwórnia: SM Entertainment, KT Music - Format: CD, winyl, digital download                       | 2                 | - KOR: 152 060+ |
| 2016                                           | Why - Wydany: 28 czerwca 2016 - Wytwórnia: SM Entertainment, KT Music - Format: CD, digital download                                | 1                 | - KOR: 114 427+ |
| 2017                                           | This Christmas: Winter Is Coming - Wydany: 12 grudnia 2017 - Wytwórnia: S.M. Entertainment, KT Music - Format: CD, digital download | 2                 | - KOR: 69 099+  |
| 2018                                           | Something New - Wydany: 18 czerwca 2018 - Wytwórnia: SM Entertainment, IRIVER - Format: CD, digital download                        | 3                 | - KOR: 74 371+  |
| 2020                                           | What Do I Call You - Wydany: 15 grudnia 2020 - Wytwórnia: SM Entertainment - Format: CD, digital download                           |                   | - KOR: 124 442+ |
| Japońskie                                      | |                   |                 |
| 2019                                           | Voice - Wydany: 13 maja 2019 - Wytwórnia: EMI Records, Universal Music Japan - Format: CD, digital download                         | –                 |                 |
| 2020                                           | #GirlsSpkOut - Wydany: 18 listopada 2020 - Wytwórnia: EMI Records, Universal Music Japan - Format: CD, digital download             | –                 |                 |
| "–" oznacza, że wydawnictwo nie było notowane. | |                   |                 |

### Teledyski

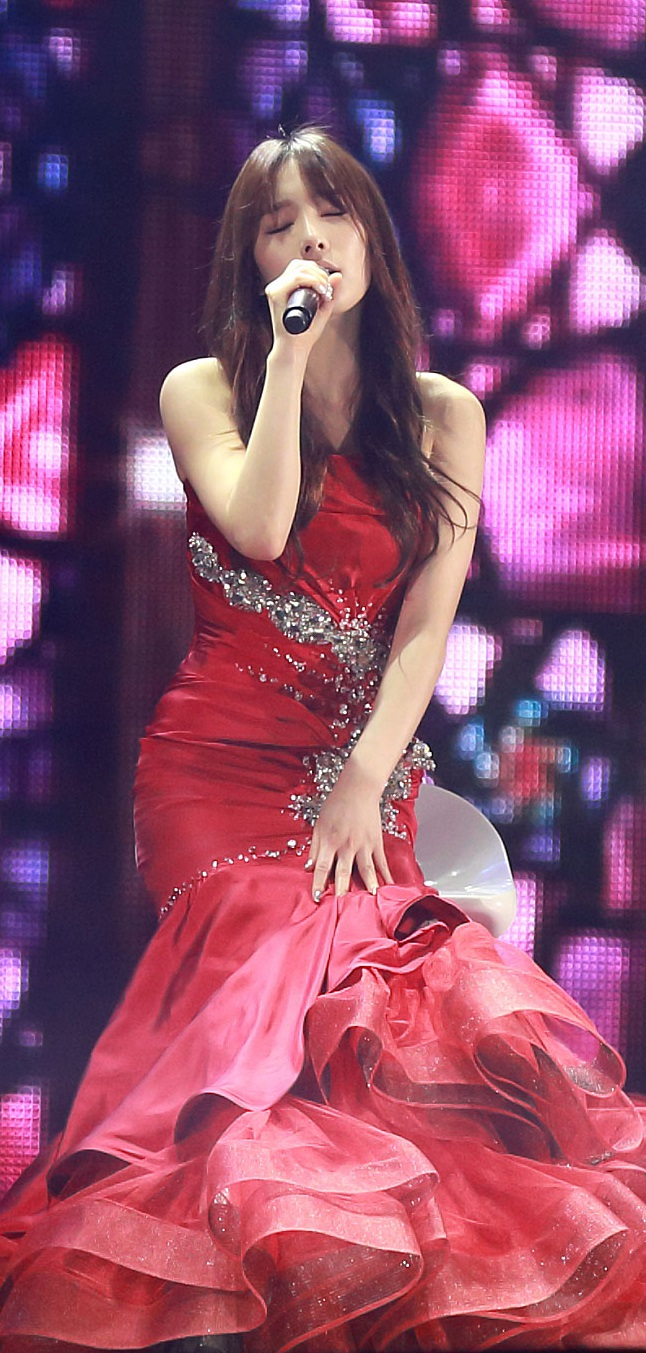
Taeyeon na koncercie SMWeek (2013)

| Rok                 | Tytuł                             | Inni artyści        | Uwagi                                    |                     |
| Jako główny artysta | Jako główny artysta               | Jako główny artysta | Jako główny artysta                      | Jako główny artysta |
| ------------------- | --------------------------------- | ------------------- | ---------------------------------------- | ------------------- |
| 2015                | „I”                               | Verbal Jint         | Singiel minialbumu I                     |                     |
| 2016                | „Rain”                            |                     | Pierwszy singiel SM Station              |                     |
| 2016                | „Blue Night of Jeju Island”       |                     | Utwór promocyjny Samdasoo                |                     |
| 2016                | „Atlantis Princess”               |                     | Utwór promocyjny Kakao's Sword and Magic |                     |
| 2016                | „Starlight”                       | Dean                | Singiel minialbumu Why                   |                     |
| 2016                | „Why”                             |                     | Singiel minialbumu Why                   |                     |
| 2016                | „Why (Dance Version)”             |                     | Wersja taneczna utworu Why               |                     |
| 2016                | „11:11”                           |                     |                                          |                     |
| 2017                | „I Got Love”                      |                     | Utwór związany z albumem My Voice        |                     |
| 2017                | „Fine”                            |                     | Singiel albumu My Voice                  |                     |
| 2017                | „Make Me Love You”                |                     | Singiel albumu My Voice                  |                     |
| 2018                | „Something New”                   |                     | Singiel albumu Something New             |                     |
| 2018                | „Stay”                            |                     |                                          |                     |
| Gościnnie           |                                   |                     |                                          |                     |
| 2009                | „SEOUL”                           | Super Junior        |                                          |                     |
| 2012                | „Dear My Family”                  | SM Town             |                                          |                     |
| 2014                | „Breath”                          | Kim Jong-hyun       |                                          |                     |
| 2015                | „Shake That Brass”                | Amber               |                                          |                     |
| 2015                | „If The World Was a Better Place” | Verbal Jint         |                                          |                     |
| 2016                | „Don't Forget”                    | Crush               |                                          |                     |
| 2017                | „Lonely”                          | Jonghyun            |                                          |                     |